# 竹俣義秀
竹俣 義秀（たけまた よしひで）は、江戸時代初期から中期にかけての武士。出羽国米沢藩上杉氏の家臣。初め保科氏を名乗ったが、後に実家の姓である竹俣氏に復す。侍組分領家のひとつ竹俣氏分家の竹俣西家の祖。家格は侍組分領家。幼君であった上杉綱憲を補佐し、当時、「諸家七賢人の随一」と呼ばれた。

## 生涯
元和4年（1618年）、上杉氏家臣で米沢藩士の竹俣房綱の次男として誕生。正保2年11月（1645年）に同藩士である保科主馬貞通の養子となって、家督を相続した。
寛文4年（1664年）に3代藩主・上杉綱勝が急死し、これにともなう米沢藩削減にあたり、藩の存続に尽力した。高家旗本・吉良義央の子・綱憲が米沢藩を相続すると、同年6月にその傳役となり、同年8月に保科正之との同姓を憚り、実家の姓に改姓する。寛文8年（1668年）には江戸家老になり、中条知資らとともに上杉綱憲を補佐するが、延宝2年（1674年）に江戸で死去した。
なお、長男の義澄は竹俣本家を相続しており、血統上は竹俣当綱の先祖にあたる。また、家統も明治期まで存続し、竹俣西家の当主は「武鑑」では竹俣勘解由としてしばしば登場する。